# ブラジリアン柔術
ブラジリアン柔術（ブラジリアンじゅうじゅつ、英: Brazilian jiu-jitsu、略称BJJ、葡: jiu-jitsu brasileiro）は、グレイシー柔術から発展したブラジルの格闘技。またはブラジルで発展した日本の武術。
ブラジルに移民した日本人柔道家・前田光世が自らのプロレスラーなどとの戦いから修得した技術や柔道または柔術の技術をカーロス・グレイシー、ジュルジ・グレイシーなどに伝え、彼らが改変してできあがった。ブラジルではリオデジャネイロを中心にサンパウロやクリチバなどで、長年に渡り盛んに行われている。
ブラジリアン柔術には、護身術と格闘技という側面があるが、最初に前田光世から手ほどきを受けたカーロス・グレイシーの弟であるエリオ・グレイシーは小柄で喘息持ちであった。そんな彼でも自分の身を守り、体格や力の上で劣る相手でも勝てるように考案されたのがグレイシー柔術で、グレイシー柔術の武術的な側面を簡略化し、競技として発展させたものがブラジリアン柔術である。寝技の組み技主体であるが故の安全性の高さや、全くの素人からでも始められるハードルの低さから、競技人口が急速に増加している。国際柔術連盟 (JJIF) での名称は寝技柔術（ねわざじゅうじゅつ、英: Jiu-Jitsu、仏: Ne waza）。

## 概要
ブラジリアン柔術は柔術競技、バーリトゥード、護身術を3つの柱にしている。
1. 稽古は柔術競技を中心に行われ、この競技において上達するとバーリトゥードでもある程度強くなるように考えられている。しかしながら、柔術競技は寝技の組み技が主体のため、安全性が高い着衣格闘技である。国内外問わずこの柔術競技のみを教えている道場も多い。
2. バーリトゥードは原則、着衣無しの『なんでもあり』の試合（総合格闘技）で、稽古では柔術競技との細かな技術的な違いを中心に教えられる。実際に技を掛け合う乱取り稽古は諸々の現代格闘技と同じくスパーリングと呼ばれる。
3. 他の武術・格闘技では、実戦=バーリトゥード（何でもあり）、と考えがちだが、ブラジリアン柔術ではバーリトゥードと護身術を区別して捉えている。他の二つと異なり、立ち姿勢で不意打ちの状況が中心である。

## 歴史

### 勃興期
グレイシーバッハJAPANとグレイシーアカデミーの公式サイトなどによると、20世紀前半、日本を離れた前田光世の柔術にほれ込んだスコットランド系移民をルーツに持つガスタオン・グレイシーが自分の子供達に柔術を教えてほしいと依頼し、長男のカーロス・グレイシーらが前田から学ぶこととなった。末弟のエリオはカーロスから学んだが、カーロスと比べて肉体が決して強くなかったエリオはてこの原理を応用した技術開発に取り組み、その延長線上で教授法を獲得して兄弟の中でも頭角を表し始めた。
カーロスは自らだけでなく、兄弟達の試合のマネージメントを行って柔術の有効性を証明し続けることで着実に国内での柔術の足場を築いていった。特にエリオは技術に秀でていたことから積極的に他流試合に出続けた。その中でも特に知られているのがエリオと木村政彦の一戦であり、エリオは最終的に敗れたがその前の試合では日本人柔道家相手に好成績を残しており、内一人を十字絞めで絞め落として日系人コミュニティを大いに動揺させた。
一方、2022年の『月刊秘伝』誌でのブラジリアン柔術研究家奥田照幸の記事によると、カーロスやグレイシー一族に柔術の勝負法（乱取の技）を教えたのは前田光世というより柔道家で柔術家のジオ大森であった。

### 1950年代-90年代
1950年代以降、グレイシー一族が活動していたブラジル北東部におけるバーリ・トゥードは衰退期に入っていったが柔術は存続し続けた。カーロスは20人以上の子供をもうけたが、多くを人格者、指導者として優れていたエリオに預けていた。一族でも史上最高の柔術家と目されているホーウス・グレイシーもその一人だった。ホーウスはエリオが重視していた防御的なスタイルに限界を感じ、自ら積極的に攻め立てるスタイルを模索して柔術だけではなく柔道、レスリング、サンボといった他の組技系格闘技を修めて柔術に技術革新をもたらした。
後にホーウスは事故死してしまうが、彼の指導を受けて成長し、バーリ・トゥードで名を馳せていたレイ・ズールを破ったヒクソン・グレイシーをはじめとする新世代のグレイシー一族や、オズワルド・アウヴェスといった非グレイシー系の黒帯が増えたことで柔術の普及は進んでいった。

### 1990年代 - 2000年代
もともと何でもありのケンカでは強いのは打撃であり、組技は実戦では役に立たないと思われてきた。そんな中で1993年11月12日、エリオの息子ホイス・グレイシーが、長兄ホリオン・グレイシーが主催したUFC 1（反則攻撃は目潰し、噛み付きのみの格闘技大会）で参加選手中、最軽量だったにもかかわらず優勝し、一躍柔術が脚光を浴びた。この大会は広いフィールドで1対1の状況が約束されているという柔術が最も得意とする条件で行われたため、大会の認可が下りた際ホリオンは柔術による世界の格闘技市場制圧を確信したとまで語っている。
その結果、全米中の格闘技の道場やジムでブラジリアン柔術が普及し始め、グレイシー一族だけでなくビクトー・ベウフォートやアントニオ・ホドリゴ・ノゲイラら柔術をバックボーンにもつ格闘家が好成績を収めるとその他の格闘家も寝技を研究していき、世界の格闘技情勢は一変した。

### 2010年代以降
国際的に普及した柔術はさらに安全面での配慮や競技人口の増大により他の格闘技と同様スポーツ化の様相を見せ始め、いわゆるモダン柔術という相手のバックを積極的に狙って試合を優位に運んだり、護身術、格闘技の観点からは考えられない試合展開（お互いに尻餅をついて向き合い、コントロールを試みるダブルガードなど）が見られてきた。これに対してグレイシー一族（特にIBJJFに関わっていないエリオ派）らを中心とした保守派や、独特のアプローチで柔術とMMAの技術の互換性を志向し続けているエディ・ブラボーらによりIBJJFルールではない試合が行われるようになり、Metamorisをはじめとするポイント制を廃したグラップリング、柔術大会が話題を呼び始めている。

### 日本における団体の設立
日本では、1997年（平成9年）に渡辺孝真を会長とした日本ブラジリアン柔術連盟 (JBJJF) が設立された。また2008年（平成20年）2月に、ヒクソン・グレイシーを会長とする全日本柔術連盟 (JJFJ) が設立された。

## 帯制度
帯の色は柔道や空手道のように習熟度や実力によって分けられており、白帯、青帯、紫帯、茶帯、黒帯の順に高位となっていく。柔道の場合は各県において昇段審査があり、受験者同士の試合結果にて取得する点を一定数貯めると昇段といった制度があるが、柔術では試合や大会での戦績に応じて指導者の判断で授与するのが一般的である。
黒帯制度がある各武道の中でも昇段が最難関と言われており、黒帯を取得出来る者は稀である。目安として青帯は基礎技術を習熟し、紫帯で指導員としての実力を有し、茶帯および黒帯は下位帯に対して圧倒的な実力差を有する。習得期間や寝技の技量・戦歴によって、所属先の指導者が帯の昇格を認めると柔術を始めてから1年で昇格をする場合もあれば10年以上の歳月をかけて昇格する人もいる。ただし、総合格闘技のプロ経験を持った者や柔道・レスリング・サンボ等でオリンピック出場経験・全日本大会以上の優勝経験を持った者は無条件で色帯として昇格される場合もある。また、中学生で緑帯を所得したものは中学校卒業した時点で青帯昇格となる。ブラジル柔術連盟（CBJJ）によると、黒帯に昇格してから31年経った者に赤帯を授けている。
紫帯以上の指導者はいつでも門下生に自分の帯のより一段階下の帯を認定することが出来る。黒帯二段以上は黒帯以下の全ての帯を認定することが出来、黒帯初段は2011年の改制により、黒帯（黒帯無段）を認定することが出来ない。黒帯初段以上は指導者個人ではなく、国際ブラジリアン柔術連盟の公認連盟のみが認定することが出来る。
それぞれ最短終了期間が定められており、青帯の場合は会員登録から最低2年以上経過しないと紫帯を取得することが出来ない。

## IBJJFルール
以下はIBJJFルールの抜粋である。

### 勝敗の決定
- サブミッション - 絞め技や関節技で相手選手がタップする、あるいは失神する。
- 怪我などによる棄権
- 重大反則行為による失格
- ポイント
- アドバンテージ
- ネガティブ
- レフェリー判定

時間内に決着が付かなかった場合はポイント数の多い選手が勝利となる。ポイントが同数の場合アドバンテージ数が多い選手が、そしてアドバンテージも同数の場合、ネガティブの少ない選手が勝利となる。
全てが同数の場合は審判が判定する（レフェリー判定）ため引き分けはない。ただし両者失格はある。

#### ポジティブポイント
| 名称               | ポジティブポイント | 詳細                                                                                                 |
| ------------------ | ------------------ | --- |
| テイクダウン       | 2点                | 立っている相手を倒し、寝技に持ち込むこと。                                                           |
| スイープ           | 2点                | ガードポジションの選手が上の選手をひっくり返して上下逆になること。                                   |
| ニーオンベリー     | 2点                | 仰向けの相手の胴体に膝を乗せ、もう一方の膝を立て足を床についた体勢。                                 |
| パスガード         | 3点                | インサイドガードポジションから脱し柔道の抑込技状態、ニーオンベリーもしくはマウントポジションをとる。 |
| マウント           | 4点                | 仰向け、腹ばいもしくは横向けの相手に馬乗りの体勢をとる。                                             |
| バックコントロール | 4点                | 背後から相手の鼠蹊部に両かかとを置く。                                                               |

上記ポイントは3秒以上キープすることで付与される。またニーオンザベリー、パスガードは左右をスイッチしてもポイントは加算されない。

#### ネガティブポイント
相手と組むことを避ける。もしくは組んでも膠着を誘発する行為はストーリング（時間稼ぎ）とみなされペナルティーが与えられる。

### 主な反則行為

#### 非常に重大な反則
即座に失格となる
- サブミッションが仕掛けられた状態で意図的に場外へ出る行為
- 噛みつき、サミング、髪を引っ張る、打撃行為、急所攻撃、指先で鼻孔に攻撃するなど
- その他常識、道徳的に反する行為や言動

#### 重大な反則
2度目の警告より、ペナルティーに追加して相手に1ポイントのアドバンテージが与えられる。3度目は（アドバンテージより上位の）2ポイント、4度目で失格となる（ペナルティは累積）。
- 相手の道衣を掴まず膝やお尻を着く
- 膠着を誘発する行為
- 相手の道衣の袖口、裾口の中に指を入れる行為
- 道衣を掴まず拳でチョークを掛ける行為

### 禁止行為
以下は禁止行為の抜粋である。
| 階級                     | 反則技                                                               | 解説                                                                                        |
| ------------------------ | -------------------------------------------------------------------- | ------------------------------------------------------------------------------------------- |
| 全階級                   | ネックロック                                                         | 絞めを伴わない首関節技、頸椎への攻撃                                                        |
| 全階級                   | 蟹挟                                                                 | IBJJFルールやJJIFルールを採用しない大会では茶帯以上で使用可の場合がある                     |
| 全階級                   | ヒールホールド                                                       | 踵固め                                                                                      |
| 全階級                   | スラミング                                                           | ガード状態の相手を床に叩きつける行為。 バックコントロールしている相手を叩きつける行為も同様 |
| 全階級                   | 外掛け                                                               | 足関節技やスイープを仕掛ける際に相手の脚に外側から自らの脚を絡みつける行為                  |
| 全階級                   | ストレートフットロックを仕掛けた脚を、もう一方の脚の方向へねじる行為 |                                                                                             |
| 全階級                   | ストレートフットロックで外から掛ける足が相手の中心線から超える       | 片足挫腹足において                                                                          |
| 全階級                   | 頭、頸を床に打ち付ける行為                                           | ドライバー、後ろ反り投げなど                                                                |
| 全階級                   | 指を反対側（甲側）に曲げる行為                                       | 指固め                                                                                      |
| 全階級                   | 膝をねじって決める行為                                               | 足緘など                                                                                    |
| 全階級                   | 外向きトーホールド                                                   | 外向き足首固め、足取緘                                                                      |
| 全階級                   | すべての打撃                                                         |                                                                                             |
| 白帯青帯紫帯             | 内向きトーホールド                                                   | 内向き足首固め、足取緘                                                                      |
| 白帯青帯紫帯             | ストレートニーロック                                                 |                                                                                             |
| 白帯青帯紫帯             | カーフスライサー                                                     | 相手のふくらはぎを潰す膝固めなど                                                            |
| 白帯青帯紫帯             | バイセップスライサー                                                 | キーロックなど相手の上腕二頭筋潰し                                                          |
| 白帯及びジュブナイル以下 | リストロック                                                         | 手首固め                                                                                    |
| 白帯及びジュブナイル以下 | クローズドガードで肝臓や鋤骨を圧迫する行為                           | クローズドガードポジションからの胴絞において                                                |
| 白帯及びジュブナイル以下 | 頭を対戦相手の体の外側に出して掛けるシングルレッグテイクダウン       |                                                                                             |
| ティーン以下             | 三角絞めから頭を引きつける行為                                       |                                                                                             |
| ティーン以下             | 脊髄への攻撃を伴うチョーク                                           | ノーギ・エゼキエル・チョークなど                                                            |
| ティーン以下             | 袖車絞め                                                             | 袖を使用した前腕による絞め（エゼキエル・チョーク）                                          |
| ティーン以下             | ギロチンチョーク                                                     |                                                                                             |
| ティーン以下             | アームトライアングル                                                 | 肩固、アナコンダ・チョーク、ダースチョークなど                                              |
| ティーン以下             | ストレートフットロック                                               | アキレス腱固め                                                                              |
| ジュニア以下             | 両脚を開脚させて極める関節技                                         |                                                                                             |

### 柔術衣
柔術衣は柔道着と比べ細身で、メーカー名のパッチあるいは刺繍が目立つようにデザインされている。また柔道は白の柔道着で大会に出場することが一般的だが、柔術では上下同色の黒、白、青（紺色を含む）であれば公式大会に出場できる。また、袖の余り幅は6.8 cm以上必要である。

### 年齢カテゴリ
| カテゴリ               | 対象年齢    |
| ---------------------- | ----------- |
| マイティーマイトI～III | 4歳 - 6歳   |
| ピーウィーI～III       | 7歳 - 9歳   |
| ジュニアI～III         | 10歳 - 12歳 |
| ティーンI～III         | 13歳 - 15歳 |
| ジュブナイルI～II      | 16歳 - 17歳 |
| アダルト               | 18歳 - 29歳 |
| マスター1              | 30歳 - 35歳 |
| マスター2              | 36歳 - 40歳 |
| マスター3              | 41歳 - 45歳 |
| マスター4              | 46歳 - 50歳 |
| マスター5              | 51歳 - 55歳 |
| マスター6              | 56歳以上    |

算出方法：（現在の西暦年）-（誕生年）

### 階級（着衣時）
| 体重         | 階級名称                          |
| ------------ | --------------------------------- |
| 57.5 kg以下  | ルースター級 (Rooster)            |
| 64.0 kg以下  | ライトフェザー級 (Light-Feather)  |
| 70.0 kg以下  | フェザー級 (Feather)              |
| 76.0 kg以下  | ライト級 (Light)                  |
| 82.3 kg以下  | ミドル級 (Middle)                 |
| 88.3 kg以下  | ミディアムヘビー級 (Medium-Heavy) |
| 94.3 kg以下  | ヘビー級 (Heavy)                  |
| 100.5 kg以下 | スーパーヘビー級 (Super-Heavy)    |
| 100.6 kg以上 | ウルトラヘビー級 (Ultra-Heavy)    |
| 制限なし     | オープンクラス (Open-class)       |

| 体重        | 階級名称                          |
| ----------- | --------------------------------- |
| 48.5 kg以下 | ルースター級 (Rooster)            |
| 53.5 kg以下 | ライトフェザー級 (Light-Feather)  |
| 58.5 kg以下 | フェザー級 (Feather)              |
| 64.0 kg以下 | ライト級 (Light)                  |
| 69.0 kg以下 | ミドル級 (Middle)                 |
| 74.0 kg以下 | ミディアムヘビー級 (Medium-Heavy) |
| 79.3 kg以下 | ヘビー級 (Heavy)                  |
| 制限なし    | スーパーヘビー級 (Super-Heavy)    |
| 制限なし    | ウルトラヘビー級 (Ultra-Heavy)    |
| 制限なし    | オープンクラス (Open-class)       |

### 試合時間
| 帯／階級 | プレミリン | ミリン | インファンティウ | インファント・ジュベニウ | ジュベニウ | アダルト | マスター | シニア以上 |
| -------- | ---------- | ------ | ---------------- | ------------------------ | ---------- | -------- | -------- | ---------- |
| 白帯     | 2分        | 3分    | 4分              | 4分                      | 5分        | 5分      | 5分      | 5分        |
| 青帯     | -          | -      | -                | -                        | 5分        | 6分      | 5分      | 5分        |
| 紫帯     | -          | -      | -                | -                        | -          | 7分      | 6分      | 5分        |
| 茶帯     | -          | -      | -                | -                        | -          | 8分      | 6分      | 5分        |
| 黒帯     | -          | -      | -                | -                        | -          | 10分     | 6分      | 5分        |

※空白はその帯を取得できる年齢でないことを示す

### 具体的な試合展開
柔道と異なり綺麗に投げても一本勝ちにはなら確かに柔道で言う効果。ADポイントとして別集計1ポイント）のみが与えられる。また、引き込みが認められている。そして、寝技で上側の選手が相手選手に組まない場合もそのまま試合は継続される。また寝技の攻防が膠着した場合にブレイク（待て）がかかるまでの時間は柔道と比較してかなり長い。そのため、寝技中心の試合展開になることが多い。
寝技は柔道と同様、下の者が相手と正対し、膝や脚を使って防御するガードポジションを取っていれば抑え込み、フォールやポイントが取られないのがレスリングやサンボと異なる大きな特徴である。ま
た、抑え込みでは一本にならず、20秒以上同じ抑え込みを続けると反則を取られる。また、20世紀終盤の柔道では寝技で亀になって防御することが多かったが、柔術ではその態勢で背に乗られ、相手の両足を鼠径部に差し込まれると失点になる（4ポイント）ため、亀の姿勢のままでいることは少ない。下側の者はガードの状態にしようとするか、正対できずうつ伏せの場合は相手に頭を向け手で相手が背後に行けないようにがぶられながら防御する。
一本勝ちは、関節技や絞め技を極めた場合である。実力が拮抗している場合は一本を狙わず、ポジショニングによって与えられるポイントあるいはアドバンテージ等での判定勝利を狙う選手も多い。

## 大会・選手権
コパ・パラエストラ、GIアマチュアオープントーナメント、デラヒーバカップ、COPA DUMAU KIMONOS（コパ・ドゥマウ・キモノス）、全日本選手権、レグナムJAM、コパ・トウホク、コパ・インファイト、カンペオナート・ジャポネーズ、JAM、コパ・ストライプル、COPA AXIS（コパ・アクシス）、白帯カーニバル、ポゴナカップ、キング・オブ・パラエストラ、全日本ブラジリアン柔術新人戦トーナメント、何気杯、コパ・ダ・アミザデ、CJCT、ヒクソン杯、アジサプリメント柔術大会、ワールドゲームズ柔術寝技柔術、アジア競技大会柔術寝技柔術、東南アジア競技大会柔術寝技柔術、柔術グランドスラム・パリ・オープン寝技柔術など。日本国外でも様々な柔術の大会が開催されている。

### 全日本選手権
日本ブラジリアン柔術連盟（JBJJF）が1998年（平成10年）から全日本ブラジリアン柔術選手権を開催し、全日本柔術連盟（JJFJ）が2008年（平成20年）から全日本柔術チャンピオンシップ（日本オープン柔術選手権）を開催している。また、過去にはパラエストラが主催していた「カンペオナート・ジャポネーズ・デ・ジュウジュツ・アベルト（全日本オープン選手権）」があった。スポーツ柔術日本連盟が、2018年（平成30年）より、全日本柔術選手権の開催を始めた。スポーツ柔術日本連盟は、2021年まで3回連続で同大会を開催し、パラ柔術やマスターもあわせて約600名の参加者が集まる大会にまで参加者が増えている。

### 世界選手権
ブラジリアン柔術の世界選手権はいくつかある。過去には「柔術ワールドカップ」があった。
世界柔術選手権（World Jiu-Jitsu Championship）
国際ブラジリアン柔術連盟（IBJJF) が主催する大会。通称ムンジアル。最も古くから続く世界大会。
世界柔術選手権 (Ju-Jitsu World Championship)
国際柔術連盟 (Ju-Jitsu International Federation , JJIF) が主催する大会。柔術ファイティングシステムなどを中心に実施してきた同大会だが、2010年代から「寝技柔術」の名でブラジリアン柔術も実施する。2018年頃から寝技柔術の英名は Jiu-Jitsu としている。略称JJWC。
柔術競技世界（Mundial de Jiu-Jitsu Esportivo）
ブラジル柔術競技連盟（CBJJE) が主催する大会。この大会もムンジアルという名称を用いている。2007年から始まった世界大会。
グレイシー柔術世界選手権（The Gracie Jiu-Jitsu World Championship)
国際グレイシー柔術連盟（IGJJF）が主催する大会。2003年から始まった。ムンジアルやコパ・ド・ムンドと違い、競技スポーツではなく護身としての柔術を標榜しているため、上記2つの大会とは試合ルールが異なる。まずスラム（バスター）が紫帯の部以上のカテゴリーで認められている（スラムとは相手を持ち上げて地面に叩き付ける技）。また試合時間が最大で30分と大幅に長い。加えて、寝技で膠着状態になると強制的にスタンド状態に戻され、コイントスで上下のポジションが決定される。
柔術オリンピック世界杯（Copa do Mundo de Jiu-Jitsu Olimpico）
ブラジル柔術オリンピック連盟（CBJJO) が主催していた大会。通称コパ・ド・ムンド（「世界杯」の意）。IBJJF主催の大会に反発した団体（ノヴァウニオン他）が1996年から始めた。選手の参加費を格段に安くし、優勝者には賞金が出る制度を初めて行った。正式には、柔術オリンピック コパ・ド・ムンド・デ・ジウジツ・オリンピコと言う。同大会は、2006年の開催をもって消滅し、2007年以後はCBJJOの後継団体であるブラジル柔術競技連盟（CBJJE）が、IBJJFとは異なるもう一つのムンジアルを開催している。

## 「柔術」という名称を使っている経緯

### 当時、柔道と柔術の区別が曖昧だったからという説
明治時代には、講道館柔道は柔術の一流派とされており、まだ柔術と柔道を明確に区別する習慣がなかった。前田光世が日本を発った時、柔道は嘉納柔術という呼び方をされていたため、「柔術」となったと考えられる。例えば、『坊っちゃん』と『三四郎』は1906年（明治39年）と1908年（明治41年）に書かれたものであるが、嘉納治五郎と親交のあった夏目漱石はこれらの作品で「柔術」と書いている。講道館で柔道を修業した者も自分の技を「柔術」と称することが多かった。戦中まで大日本武徳会の「武道専門学校」（武専）で教授されていた「柔術」も、技術内容は講道館柔道と同じものであった。一方で、研究者の内田賢次は、前田光世については「柔道」と「柔術」をはっきり区別していたと、前田が書いた手紙から読み取っている。

### 前田光世が自粛したという説
「柔術」と名付けられているのは、講道館柔道を離れた身である前田光世が「柔道」という言葉の使用を自粛してブラジル人らに技を教授したからだといわれている。一方で増田俊也は自著で、ブラジルに入る前に前田への講道館からの処分が解け昇段してる、としている。

### 外国では柔術の方が通りが良かったという説
当時外国では「柔術」という言葉が過去に海外へ出た柔道家や古流の柔術家達によってすでに広まっており、通りが良かった面がある。

### 起源は柔道以外の柔術だったという説
起源は柔道以外の古流柔術または新興の柔術だった、というストレートだが少数派の説である。
前田から直に教わったカルロス・グレイシーやグレイシーを経ないブラジリアン柔術家として知られるルイジ・フランサ・フィリョは、前田は「柔道」ではなく「柔術」とはっきりと言っていた、と証言している。そして、研究者の内田賢次は、前田光世は「柔道」と「柔術」をはっきり区別していたと、前田が書いた手紙から読み取っている。
1995年の講道館機関誌『柔道』で青森県柔道連盟総務理事の岡本一雄は、前田が教えたのは柔道と本覚克己流柔術だったと述べている。一方、『格闘技通信』誌の格闘技ライター丸島隆雄は1987年6月号で、前田は本覚克己流を知っていたとはあまり考えられない、と述べている。
柔道家（当時七段）の石井勇吉は1971年の自著で、サンパウロにあるブラジリアン柔術道場アカデミア・デ・ペドロ・エメテリオ柔術は古流柔術の流れをくむ道場だ、としている。石井勇吉の父親は古流柔術天神真楊流の石井清吉柳喜斎源正義であり、五男はエリオ・グレイシーの一番弟子ペドロ・エメテリオのアカデミア・デ・ペドロ・エメテリオ柔術で立ち技の指導員であったチアキ・イシイ（ミュンヘンオリンピック柔道銅メダリスト）である。
また、前田はロンドンの日本柔術学校 (the Japanese School of Ju-jitsu) で指導員をしており、新興か古流であるこの柔術を修得していた。この道場の設立者は谷幸雄と三宅タロー（三宅多留次）である。この柔術のセオリーが記載された両設立者による書籍『The Game of Ju-jitsu』によると、寝技では上の場合は柔道の抑込技状態が有利とされており、特にマウントポジションが有利とされている。バックコントロールやバックマウントについては特に記載はない。つまりは柔道とブラジリアン柔術の中間的なセオリーとなっている。書籍『The Game of Ju-jitsu』の日本語対訳本『柔術の勝負』の副題も『明治期の柔道基本技術』となっていて、この柔術は柔道に近いものであり、ブラジリアン柔術の起源がこの柔術だとしても、柔道とする説とも大きく異なるわけではない。監修をつとめた内田賢次は、日本柔術学校の技術的背景について、谷幸雄は柔道（当時初段）と天神真楊流柔術や不遷流柔術などの古流柔術、三宅タローは起倒流、竹内流、不遷流で柔道は講道館での調査の結果、段位の取得が確認できなかった、としている。書籍『The Game of Ju-jitsu』に掲載された筆者写真でも谷が黒帯を締めているのに対し、三宅は不遷流免許皆伝でありながら当時の古流柔術の慣習と同様、黒帯を締めていない。両者が経験した不遷流は、寝技が優れている、として知られている流派である。

## 国際競技連盟
主な国際競技連盟は以下である。
- 国際ブラジリアン柔術連盟 (IBJJF) - 国内最大勢力[要出典]
- 国際柔術連盟（JJIF）- 国際オリンピック委員会公認団体GAISF、AIMSに加盟。
- 国際グレイシー柔術連盟（IGJJF）
- ブラジル柔術オリンピック連盟（CBJJO） - 消滅
- スポーツ柔術国際連盟（SJJIF）

## 国内競技連盟
主な国内競技連盟は以下である。
IBJJF系
- ブラジル柔術連盟 (CBJJ)
- 日本ブラジリアン柔術連盟（JBJJF）

JJIF系
- 全日本柔術連盟（JJFJ）
- フランス柔道柔術剣道及び関連武道連盟 (FFJDA)

2021年からIBJJF系のフランスブラジリアン柔術連盟も傘下においた。
- アラブ首長国連邦柔術連盟 (UAEJJF)

プロブラジリアン柔術のAJPワールドツアーを主催しているAJP (Abu Dhabi Jiu Jitsu Pro) が2019年にここから分離独立した。しかしながら2020年1月11日現在、サイト上に記載している私書箱番号は同一である。2024年現在、JJIF本部と同じブロックに本部を構える。
SJJIF系
- アジアスポーツ柔術連盟（ASJJF）
- スポーツ柔術日本連盟（SJJJF）